# Leichtathletik-Zentralamerikameisterschaften 2020
Die 31. Leichtathletik-Zentralamerikameisterschaften wurden vom 28. bis 29. Dezember im Estadio Nacional de Costa Rica in San José, der Hauptstadt Costa Ricas ausgetragen. Damit richtete die Stadt diese Meisterschaften zum insgesamt siebten Mal aus.

## Männer

### 100 m
| Platz | Athlet                 | Land | Zeit (s) |
| ----- | ---------------------- | ---- | -------- |
| 1     | Emmanuel Niño Villalta | CRC  | 10,75    |
| 2     | Melique García         | HON  | 10,81    |
| 3     | Hector Allen           | CRC  | 10,86    |
| 4     | Arturo Deliser         | PAN  | 10,94    |
| 5     | Shaun Gill             | BIZ  | 10,97    |
| 6     | Gerom Solis            | HON  | 11,42    |
| 7     | Harvin Antonio Jiménez | NCA  | 11,54    |

28. Dezember
Wind: +0,5 m/s, +1,9 m/s

### 200 m
| Platz | Athlet                 | Land | Zeit (s) |
| ----- | ---------------------- | ---- | -------- |
| 1     | Jeikob Monge           | CRC  | 21,58    |
| 2     | José Humberto Bermúdez | GUA  | 21,59    |
| 3     | Alexander Salazar      | PAN  | 21,73    |
| 4     | Hector Allen           | CRC  | 21,93    |
| 5     | Yariel Matute          | HON  | 21,99    |
| 6     | Mark Anderson          | BIZ  | 23,03    |
| 7     | Harvin Antonio Jiménez | NCA  | 23,91    |

28. Dezember
Wind: −0,9 m/s, +0,5 m/s

### 400 m
| Platz | Athlet                 | Land | Zeit (s) |
| ----- | ---------------------- | ---- | -------- |
| 1     | José Humberto Bermúdez | GUA  | 46,99    |
| 2     | Gerald Drummond        | CRC  | 47,03    |
| 3     | Antonio Grant          | PAN  | 47,40    |
| 4     | Pablo Andrés Ibáñez    | ESA  | 47,54    |
| 5     | Frederick Usher        | BIZ  | 53,74    |

29. Dezember

### 800 m
| Platz | Athlet                 | Land | Zeit (min) |
| ----- | ---------------------- | ---- | ---------- |
| 1     | Josué Canales          | HON  | 2:01,30    |
| 2     | Josué Francisco Murcia | CRC  | 2:02,27    |
| 3     | Chamar Chambers        | PAN  | 2:04,85    |
| 4     | Amir Ramos             | BIZ  | 2:18,88    |

28. Dezember

### 1500 m
| Platz | Athlet            | Land | Zeit (min) |
| ----- | ----------------- | ---- | ---------- |
| 1     | Josué Canales     | HON  | 4:05,46    |
| 2     | Pedro Luís Chacón | CRC  | 4:07,51    |
| 3     | Amir Ramos        | BIZ  | 5:01,52    |

Finale: 29. Dezember

### 5000 m
| Platz | Athlet                   | Land | Zeit (min) |
| ----- | ------------------------ | ---- | ---------- |
| 1     | Mario Pacay              | GUA  | 14:33,58   |
| 2     | Daniel Johanning         | CRC  | 14:37,72   |
| 3     | Daniel De Jésus Gonzalez | PAN  | 16:10,14   |
| 4     | Brandon Darrel Adolphis  | BIZ  | 19:18,45   |

28. Dezember

### 10.000 m
| Platz | Athlet           | Land | Zeit (min) |
| ----- | ---------------- | ---- | ---------- |
| 1     | Daniel Johanning | CRC  | 30:43,96   |
| 2     | Ariel Zuñiga     | PAN  | 34:29,39   |

29. Dezember

### 110 m Hürden
| Platz | Athlet                 | Land | Zeit (s) |
| ----- | ---------------------- | ---- | -------- |
| 1     | Wienstan Mena          | GUA  | 14,32    |
| 2     | Emmanuel Niño Villalta | CRC  | 14,51    |

29. Dezember

Wind: +0,4 m/s

### 400 m Hürden
| Platz | Athlet              | Land | Zeit (s) |
| ----- | ------------------- | ---- | -------- |
| 1     | Pablo Andrés Ibáñez | ESA  | 50,58    |
| 2     | Gerald Drummond     | CRC  | 51,19    |

28. Dezember

### 3000 m Hindernis
| Platz | Athlet                   | Land | Zeit (min) |
| ----- | ------------------------ | ---- | ---------- |
| 1     | Daniel De Jésus Gonzalez | PAN  | 09:52,69   |
| 2     | Pedro Luís Chacón        | CRC  | 10:03,74   |

28. Dezember

### 4 × 100 m Staffel
| Platz | Land       | Athleten                                                               | Zeit (s) |
| ----- | ---------- | ---------------------------------------------------------------------- | -------- |
| 1     | Honduras   | Melique García Yariel Matute Gerom Solis Kenneth Glenn                 | 40,55    |
| 2     | Costa Rica | Rasheed Miller Emmanuel Niño Villalta Jeikob Monge Hector Allen        | 40,92    |
| 3     | Belize     | Shaun Gill Brandon Jones Rahin Shakir Monsanto Mark Anderson           | 41,58    |
| 4     | Guatemala  | Christian Higueros Wienstan Mena Fredy Lemus José Humberto Bermúdez    | 42,52    |
| -     | Panama     | Antonio Grant Alexander Salazar Miguel Ángel Aronategui Arturo Deliser | DSQ      |

29. Dezember

### 10.000 m Bahngehen
| Platz | Athlet        | Land | Zeit (min) |
| ----- | ------------- | ---- | ---------- |
| 1     | José Ortiz    | GUA  | 43:00,82   |
| 2     | Yeudy Bonilla | CRC  | 44:34,60   |

29. Dezember

### Hochsprung
| Platz | Athlet                | Land | Höche (m) |
| ----- | --------------------- | ---- | --------- |
| 1     | Byron Yoel Villalobos | CRC  | 1,88      |

Finale: 28. Dezember

### Stabhochsprung
| Platz | Athlet             | Land | Höche (m) |
| ----- | ------------------ | ---- | --------- |
| 1     | Christian Higueros | GUA  | 4,81      |
| 2     | Miguel Negrete     | HON  | 4,10      |

28. Dezember

### Weitsprung
| Platz | Athlet            | Land | Weite (m) |
| ----- | ----------------- | ---- | --------- |
| 1     | Rasheed Miller    | CRC  | 7,44      |
| 2     | Fredy Lemus       | GUA  | 7,33      |
| 3     | Kenneth Glenn     | HON  | 7,32      |
| 4     | Miguel Aronategui | PAN  | 7,31      |

29. Dezember

### Dreisprung
| Platz | Athlet                | Land | Weite (m) |
| ----- | --------------------- | ---- | --------- |
| 1     | Brandon Jones         | BIZ  | 15,86     |
| 2     | Fredy Lemus           | GUA  | 15,68     |
| 3     | Rasheed Shamir Miller | CRC  | 14,81     |

28. Dezember

### Kugelstoßen
| Platz | Athlet             | Land | Weite (m) |
| ----- | ------------------ | ---- | --------- |
| 1     | Zack Short         | HON  | 18,08     |
| 2     | Anselmo Delgado    | PAN  | 15,12     |
| 3     | Elías Gómez        | CRC  | 14,46     |
| 4     | Yoshua Villafuerte | CRC  | 12,12     |

28. Dezember

### Diskuswurf
| Platz | Athlet             | Land | Weite (m) |
| ----- | ------------------ | ---- | --------- |
| 1     | Zack Short         | HON  | 51,52     |
| 2     | Elías Gómez        | CRC  | 45,42     |
| 3     | Musaeb al-Momani   | JOR  | 58,27 SB  |
| 4     | Yoshua Villafuerte | CRC  | 43,25     |

29. Dezember

### Hammerwurf
| Platz | Athlet             | Land | Weite (m) |
| ----- | ------------------ | ---- | --------- |
| 1     | Dylán Suárez       | CRC  | 57,38     |
| 2     | Yoshua Villafuerte | CRC  | 37,05     |

Finale: 28. Dezember

### Speerwurf
| Platz | Athlet              | Land | Weite (m) |
| ----- | ------------------- | ---- | --------- |
| 1     | Luis Mario Taracena | GUA  | 69,65     |
| 2     | Ivan Sibaja         | CRC  | 61,43     |
| 3     | Armando Caballero   | PAN  | 56,24     |

29. Dezember

### Zehnkampf
| Platz | Athlet            | Land | Punkte |
| ----- | ----------------- | ---- | ------ |
| 1     | Esteban Ibáñez    | ESA  | 6179   |
| 2     | Brainer Chavarría | CRC  | 4655   |

28./29. Dezember

## Frauen

### 100 m
| Platz | Athletin         | Land | Zeit (s) |
| ----- | ---------------- | ---- | -------- |
| 1     | Mariandre Chacón | GUA  | 12,18    |
| 2     | Keylin Pennant   | CRC  | 12,30    |
| 3     | Hilary Gladden   | BIZ  | 12,60    |
| 4     | Kendi Rosales    | HON  | 12,94    |
| 5     | Faith Morris     | BIZ  | 13,04    |
| 6     | Heydi Simons     | HON  | 13,27    |

28. Dezember
Wind: +0,1 m/s, +1,2 m/s

### 200 m
| Platz | Athletin         | Land | Zeit (s) |
| ----- | ---------------- | ---- | -------- |
| 1     | Samantha Dirks   | BIZ  | 24,72    |
| 2     | Mariandre Chacón | GUA  | 24,84 PB |
| 3     | Keylin Pennant   | CRC  | 25,25    |
| 4     | Kendi Rosales    | HON  | 25,82    |
| 5     | Hilary Gladden   | BIZ  | 26,26    |

28. Dezember
Wind: 0,0 m/s, −0,2 m/s

### 400 m
| Platz | Athletin                     | Land | Zeit (s) |
| ----- | ---------------------------- | ---- | -------- |
| 1     | Daniela Rojas                | CRC  | 56,34    |
| 2     | Leyka Archibold              | PAN  | 60,20    |
| 3     | Kendi Rosales                | HON  | 62,18    |
| 4     | Ingrid Yahocza Narváez Solis | NCA  | 62,44    |
| 5     | Geovana Orozco               | NCA  | 63,63    |

29. Dezember

### 800 m
| Platz | Athletin                     | Land | Zeit (min) |
| ----- | ---------------------------- | ---- | ---------- |
| 1     | Mónica Vargas                | CRC  | 2:21,21    |
| 2     | Chrisdyala Moraga            | CRC  | 2:23,69    |
| 3     | Ingrid Yahocza Narváez Solis | NCA  | 2:24,35 PB |
| 4     | Ashontie Carr                | BIZ  | 2:25,19    |

28. Dezember

### 1500 m
| Platz | Athletin      | Land | Zeit (min) |
| ----- | ------------- | ---- | ---------- |
| 1     | Mónica Vargas | CRC  | 5:04,20    |

29. Dezember

### 5000 m
| Platz | Athletin        | Land | Zeit (min) |
| ----- | --------------- | ---- | ---------- |
| 1     | Viviana Aroche  | GUA  | 18:19,53   |
| 2     | Rosibel Salazar | CRC  | 18:24,97   |
| 3     | Andrea Calvo    | CRC  | 18:41,24   |

28. Dezember

### 10.000 m
| Platz | Athletin       | Land | Zeit (min) |
| ----- | -------------- | ---- | ---------- |
| 1     | Viviana Aroche | GUA  | 39:08,50   |
| 2     | Andrea Calvo   | CRC  | 39:10,64   |
| 3     | Sandra Raxón   | GUA  | 40:50,24   |

29. Dezember

### 100 m Hürden
| Platz | Athletin      | Land | Zeit (s) |
| ----- | ------------- | ---- | -------- |
| 1     | Dennise Reyes | HON  | 15,30    |
| 2     | Ashantie Carr | BIZ  | 22,99    |

29. Dezember

Wind: −0,2 m/s

### 400 m Hürden
| Platz | Athletin      | Land | Zeit (s) |
| ----- | ------------- | ---- | -------- |
| 1     | Daniela Rojas | CRC  | 60,02    |
| 2     | Ashontie Carr | BIZ  | 69,35    |

28. Dezember

### 3000 m Hindernis
| Platz | Athletin          | Land | Zeit (min) |
| ----- | ----------------- | ---- | ---------- |
| 1     | Chrisdyala Moraga | CRC  | 11:46,07   |

29. Dezember

### 4 × 100 m Staffel
| Platz | Land       | Athletinnen                                                 | Zeit (s) |
| ----- | ---------- | ----------------------------------------------------------- | -------- |
| 1     | Costa Rica | Melanie Foulkes Abigail Obando Daniela Rojas Keylin Pennant | 48,22    |
| 2     | Belize     | Hilary Gladden Tricia Flores Ashantie Carr Samantha Dirks   | 48,36    |

29. Dezember

### 10.000 m Bahngehen
| Platz | Athletin      | Land | Zeit (min) |
| ----- | ------------- | ---- | ---------- |
| 1     | Noelia Vargas | CRC  | 45:49,19   |

29. Dezember

### Hochsprung
| Platz | Athletin          | Land | Höhe (m) |
| ----- | ----------------- | ---- | -------- |
| 1     | Abigail Obando    | CRC  | 1,70     |
| 2     | Angela González   | PAN  | 1,60     |
| 3     | Valeria Fernández | GUA  | 1,40     |

28. Dezember

### Stabhochsprung
| Platz | Athletin    | Land | Höhe (m) |
| ----- | ----------- | ---- | -------- |
| 1     | Rebeca Jara | CRC  | 2,70     |

29. Dezember

### Weitsprung
| Platz | Athletin              | Land | Weite (m) |
| ----- | --------------------- | ---- | --------- |
| 1     | Natalie Aranda        | PAN  | 6,25      |
| 2     | Thelma Nohemí Fuentes | GUA  | 5,99      |
| 3     | Tricia Flores         | BIZ  | 5,74      |
| 4     | Valeria Fernandez     | GUA  | 5,40      |
| 5     | Melanie Foulkes       | CRC  | 5,40      |

29. Dezember

### Dreisprung
| Platz | Athletin              | Land | Weite (m) |
| ----- | --------------------- | ---- | --------- |
| 1     | Thelma Nohemí Fuentes | GUA  | 13,56 w   |
| 2     | Valeria Fernández     | GUA  | 11,87     |
| 3     | Ashantie Carr         | BIZ  | 11,86     |

28. Dezember

### Kugelstoßen
| Platz | Athletin           | Land | Weite (m) |
| ----- | ------------------ | ---- | --------- |
| 1     | Deisheline Mayers  | CRC  | 12,06     |
| 2     | Gabrielle Figueroa | HON  | 10,60     |

28. Dezember

### Hammerwurf
| Platz | Athletin           | Land | Weite (m) |
| ----- | ------------------ | ---- | --------- |
| 1     | Gabrielle Figueroa | GUA  | 56,59     |
| 2     | Daniela Cortez     | CRC  | 46,54     |

29. Dezember

### Speerwurf
| Platz | Athletin          | Land | Weite (m) |
| ----- | ----------------- | ---- | --------- |
| 1     | Génova Arias      | CRC  | 42,94     |
| 2     | Deisheline Mayers | CRC  | 33,63     |

29. Dezember

### Siebenkampf
| Platz | Athletin      | Land | Punkte |
| ----- | ------------- | ---- | ------ |
| 1     | Mariel Brokke | CRC  | 4163   |
| 2     | Dennise Reyes | HON  | 3923   |

28./29. Dezember